# Phylloscelis pennata
Phylloscelis pennata är en insektsart som beskrevs av Ball 1937. Phylloscelis pennata ingår i släktet Phylloscelis och familjen Dictyopharidae. Inga underarter finns listade i Catalogue of Life.